# Exosomnia
ExoSomnia ("The 40th album composed by Michel Huygen") is een studioalbum van Michel Huygen, uitgebracht onder de groepsnaam Neuronium. Het motto van het album ExoSomnia is 'Dromen van een verre wereld', dat wil zeggen het opvangen van dromen van andere wezens van een andere wereld. Het past in het plaatje van wat Huygen over zichzelf zegt: 'Ik voel me als een buitenaardse op aarde'. Het is opgenomen in de Neuronium geluidsstudio in Barcelona; uitgebracht via Oniria Records, vernoemd naar album Oniria (droomwereld). Het album werd uitgebracht ter gelegenheid van 35 jaar Neuronium, dat in 1977 haar eerste album afleverde met Quasar 2C361. De muziek op Exosomnia bestaat uit ambient en new-agemuziek, hier en daar ondersteund door de sequencer. Wat opvalt aan het album is de hier en daar opduikende agressieve stijl tegenover de rustige kosmische klanken.

## Musici
- Michel Huygen – synthesizers, elektronica
- Santi Picó – gitaar (enig ander overgebleven lid van Neuronium) op Pareidolia.

## Muziek
| Nr. | Titel                  | Duur  |
| --- | ---------------------- | ----- |
| 1.  | Psychic smell          | 4:23  |
| 2.  | Five parsecs from home | 12:08 |
| 3.  | Alienophoby            | 10:42 |
| 4.  | Pareidolia             | 13:52 |
| 5.  | And man created Gods   | 19:50 |
| 6.  | Time to dream          | 4:24  |